# Ревдино
Ревдино — деревня в Вельском районе Архангельской области. Относится к муниципальному образованию «Ракуло-Кокшеньгское».

## География
Деревня расположена в 69 километрах на восток от Вельска на правом берегу реки Кокшеньга (приток Устьи). Ближайшие населённые пункты: на юге, на противоположенном берегу реки, деревня Ужмино
Часовой пояс
Ревдино, как и вся Архангельская область, находится в часовой зоне МСК (московское время). Смещение применяемого времени относительно UTC составляет +3:00.

## Население
| 2002 | 2010 | 2012 | 2014 |
| ---- | ---- | ---- | ---- |
| 13   | ↘6   | ↘5   | →5   |

## История
Указана в «Списке населённых мест по сведениям 1859 года» в составе Вельского уезда Вологодской губернии под номером «2307» как «Ревдинская». Насчитывала 21 двор, 59 жителей мужского пола и 79 женского.
В материалах оценочно-статистического исследования земель Вельского уезда упомянуто, что в 1900 году в административном отношении деревня входила в состав Чадромского сельского общества Леонтьевской волости. На момент переписи в селении Ревдино находилось 30 хозяйств, в которых проживало 89 жителей мужского пола и 91 женского.

## Достопримечательности
Часовня Николая Чудотворца Объект культурного наследия № 2900000261  - Деревянная часовня, конца XIX века - начала XX века  постройки. Представляла собой четверик основного объёма, с небольшой главкой на световом барабане, с притвором. Крыша четырёхскатная. В настоящий момент заброшена, разрушается.